# Natalia Krotkova
Natalia Viktorovna Krotkova (en russe : Наталья Викторовна Кроткова) (née Khodounova le 1er juillet 1992 à Bichkek) est une joueuse de volley-ball russe. Elle mesure 1,86 m et joue au poste de réceptionneuse-attaquante. Elle totalise 15 sélections en équipe de Russie.

## Clubs
| Club                 | De        | À         |
| -------------------- | --------- | --------- |
| Stinol Lipetsk       | 2006-2007 | 2007-2008 |
| Indesit Lipetsk      | 2008-2009 | 2008-2009 |
| Loutch Moscou        | 2009-2010 | 2009-2010 |
| Indesit Lipetsk      | 2010-2011 | 2012-2013 |
| Ienisseï Krasnoïarsk | 2013-2014 | 2013-2014 |
| VK Severianka        | 2014-2015 | 2014-2015 |
| Omitchka Omsk        | oct 2015  | déc 2015  |
| Dinamo Krasnodar     | 2015-2016 | 2016-2017 |
| Dinamo Moscou        | fév 2017  | …         |

## Palmarès
- Coupe de la CEV
  - Vainqueur : 2016.
- Championnat de Russie
  - Vainqueur : 2017, 2018, 2019.
- Coupe de Russie
  - Vainqueur : 2015, 2018.
  - Finaliste : 2019.
- Supercoupe de Russie
  - Vainqueur : 2017, 2018.
  - Finaliste : 2019.